# Leningrader System
|   | a | b | c | d | e | f | g | h |   |
| 8 |   |   |   |   |   |   |   |   | 8 |
| 7 |   |   |   |   |   |   |   |   | 7 |
| 6 |   |   |   |   |   |   |   |   | 6 |
| 5 |   |   |   |   |   |   |   |   | 5 |
| 4 |   |   |   |   |   |   |   |   | 4 |
| 3 |   |   |   |   |   |   |   |   | 3 |
| 2 |   |   |   |   |   |   |   |   | 2 |
| 1 |   |   |   |   |   |   |   |   | 1 |
|   | a | b | c | d | e | f | g | h |   |

Die Grundstellung des Leningrader Systems nach 3. … g7–g6
Das Leningrader System ist eine Untervariante der Holländischen Verteidigung, einer Eröffnung im Schachspiel. Die Variante ist in den ECO-Codes unter den Schlüsseln A87–A89 klassifiziert. 
Das Leningrader System entsteht beispielsweise nach den Zügen: 
1. d2–d4 f7–f5
2. c2–c4 Sg8–f6
3. g2–g3 g7–g6
Der schwarze Spielaufbau kann auch über Zugumstellung erreicht werden, wenn Weiß mit 3. Sb1–c3 und 3. Sg1–f3 fortsetzt oder durch 2. g2–g3 mit sofortiger Fianchettierung beginnt.
Hauptcharakteristikum des Leningrader Systems ist das Fianchetto des schwarzen Königsläufers nach g7, von wo aus er latent Druck auf das Zentrum ausübt. Gegebenenfalls versucht Schwarz in Verbindung mit d7–d6 den Vorstoß e7–e5 durchzusetzen. 
Das schwarze Spiel wird meistens am Königsflügel oder im Zentrum aufgebaut, dies ist besonders dann für Schwarz günstig, wenn er das Bauernduo e5 und f5 aufbauen kann. Dieses Bauernduo wird in der Zugfolge 4. Lf1–g2 Lf8–g7 5. Sb1–c3 0–0 6. Sg1–f3 d7–d6 7. 0–0 Sb8–c6 8. d4–d5 Sc6–e5 9. Sf3xe5 d6xe5 indirekt erreicht.
Bekannte Schachmeister, die diese Verteidigung anwendeten oder anwenden, sind Viktor Kortschnoi, Milorad Knežević, Sergei Dolmatow, Michail Gurewitsch, Wladimir Kramnik (in jungen Jahren), Hikaru Nakamura und Roeland Pruijssers.
Unter deutschen Spitzenspielern sind dies Stefan Kindermann, Christopher Lutz und Romuald Mainka.